# Dopravní společnost Zlín-Otrokovice
Dopravní společnost Zlín-Otrokovice, s.r.o. (DSZO) je česká společnost, která je provozovatelem městské hromadné dopravy na území statutárního města Zlín a města Otrokovice. Vznikla roku 1995 transformací státního podniku Dopravní podnik Zlín, jenž vznikl z Dopravního podniku města Gottwaldova (DPMG). Jejími majiteli jsou města Zlín, Otrokovice a obec Želechovice nad Dřevnicí.

## Autobusová doprava
Městská autobusová doprava ve Zlíně začala fungovat okolo roku 1928 v podání soukromého dopravce Vaculíka. Všechny koncese na provoz autobusové dopravy ve Zlíně postupně odkoupily Baťovy závody. V padesátých letech 20. století vznikl Dopravní podnik města Gottwaldova, který převzal provoz všech linek MHD ve městě. V roce 2024 je v provozu celkem 19 autobusových linek označených čísly 31, 32, 33, 35, 36, 38, 46, 47, 51, 52, 53, 55, 56, 57, 70 a 90 a tři školní linky č. 91, 92, 93. Všechny spoje jsou obsluhovány nízkopodlažními vozidly, z nichž je většina vybavena klimatizací.

### Provozované autobusy (k 26. 7. 2025)
- Renault Citybus 12M (1 ks)
- Irisbus Citybus 12M (1 ks)
- Irisbus Citybus 18M (1 ks)
- Irisbus Citelis 10,5M (7 ks)
- Irisbus Citelis 12M (5 ks)
- Irisbus Citelis 18M (1 ks)
- Iveco Urbanway 12M (17 ks)
- Iveco Urbanway 18M (2 ks)
- Iveco Crossway LE LINE 12M (1 ks)
- Rošero First FCLLI (1 ks)

### Elektrobusy
- Škoda 34BB (1 ks)

### Historické autobusy
- Škoda 706 RTO MEX s vlekem Karosa B 40
- Karosa ŠM 11

## Trolejbusová doprava
Provoz trolejbusové dopravy ve Zlíně byl zahájen 27. ledna 1944. V roce 2022 DSZO provozuje celkem 14 trolejbusových linek označených v číselné řadě 1–14. Všechny spoje jsou obsluhovány nízkopodlažními vozidly, z nichž je většina vybavena klimatizací. Od roku 2004 jsou některé linky obsluhovány vozy s dieselagregátem i mimo trolejové vedení, od roku 2016 jsou pořizovány vozy s trakčními bateriemi pro provoz mimo troleje (hybridní trolejbusy).